# Clyde Lee
Clyde Wayne Lee (Nashville, Tennessee, 14 de marzo de 1944) es un exjugador de baloncesto estadounidense que disputó 10 temporadas en la NBA. Con 2,08 metros de altura, jugaba indistintamente de alero y de pívot.

## Trayectoria deportiva

### Universidad
Jugó durante 4 temporadas con los Commodores de la Universidad de Vanderbilt, con lo que en su temporada júnior consiguió llegar a las finales regionales del Torneo de la NCAA, donde fueron eliminados por la Universidad de Míchigan. Al año siguiente, su último año como universitario, fue elegido All-American, además de ser reconocido como el Mejor Jugador del Año de la Southeastern Conference. Fue considerado el mejor jugador de la historia de Vandervilt. En sus cuatro temporadas promedió 21,4 puntos y 15,5 rebotes por partido.

### Profesional
Fue elegido en la tercera posición del Draft de la NBA de 1966 por San Francisco Warriors, donde enseguida destacó por su faceta reboteadora. Al año siguiente promediaría 11,9 puntos y 13,9 rebotes, acabando cuarto en la lista de mejores reboteadores de la liga, lo que hizo que fuera seleccionado para jugar el All-Star Game de ese año.
Jugó con los Warriors hasta la temporada 1973-74, conocidos ya como Golden State Warriors, siendo traspasado a Atlanta Hawks, donde únicamente jugó 9 partidos, antes de acabar en Philadelphia 76ers, donde jugaría los dos últimos años de su carrera.
A lo largo de su trayectoria como profesional promedió 7,7 puntos y 10,3 rebotes, siendo uno de los 50 mejores reboteadores de la historia de la liga.

## Estadísticas como profesional

### Temporada regular
| Año      | Equipo        | PJ  | MPP  | %TC  | %TL  | RPP  | APP | ROB | TPP | PPP  |
| -------- | ------------- | --- | ---- | ---- | ---- | ---- | --- | --- | --- | ---- |
| 1966–67  | San Francisco | 74  | 16.9 | .408 | .633 | 7.4  | 1.0 | –   | –   | 7.0  |
| 1967–68  | San Francisco | 82  | 32.9 | .417 | .684 | 13.9 | 1.6 | –   | –   | 11.9 |
| 1968–69  | San Francisco | 65  | 34.4 | .398 | .625 | 13.8 | 1.3 | –   | –   | 10.7 |
| 1969–70  | San Francisco | 82  | 32.2 | .440 | .593 | 11.3 | 1.0 | –   | –   | 11.0 |
| 1970–71  | San Francisco | 82  | 17.0 | .453 | .558 | 7.0  | 0.8 | –   | –   | 6.1  |
| 1971–72  | Golden State  | 78  | 34.3 | .471 | .541 | 14.5 | 1.1 | –   | –   | 8.1  |
| 1972–73  | Golden State  | 66  | 22.4 | .466 | .565 | 9.1  | 0.5 | –   | –   | 6.3  |
| 1973–74  | Golden State  | 54  | 30.4 | .454 | .579 | 11.1 | 1.3 | 0.5 | 0.3 | 5.9  |
| 1974–75  | Atlanta       | 9   | 19.7 | .333 | .821 | 7.8  | 0.9 | 0.1 | 0.4 | 6.2  |
| 1974–75  | Philadelphia  | 71  | 32.1 | .419 | .630 | 9.7  | 1.4 | 0.4 | 0.2 | 5.8  |
| 1975–76  | Philadelphia  | 79  | 18.0 | .436 | .663 | 5.7  | 0.7 | 0.3 | 0.3 | 3.9  |
| Total    | Total         | 742 | 26.8 | .432 | .614 | 10.3 | 1.1 | 0.4 | 0.3 | 7.7  |
| All-Star | All-Star      | 1   | 18.0 | .250 | .500 | 11.0 | 2.0 | –   | –   | 6.0  |

### Playoffs
| Año   | Equipo        | PJ | MPP  | %TC  | %TL  | RPP  | APP | ROB | TPP | PPP  |
| ----- | ------------- | -- | ---- | ---- | ---- | ---- | --- | --- | --- | ---- |
| 1967  | San Francisco | 11 | 11.8 | .333 | .200 | 4.9  | 0.7 | –   | –   | 3.6  |
| 1968  | San Francisco | 10 | 40.5 | .410 | .500 | 13.2 | 2.2 | –   | –   | 11.4 |
| 1969  | San Francisco | 6  | 21.5 | .273 | .818 | 7.2  | 0.8 | –   | –   | 4.5  |
| 1971  | San Francisco | 5  | 18.6 | .417 | .500 | 7.4  | 0.4 | –   | –   | 4.8  |
| 1972  | Golden State  | 5  | 35.0 | .286 | .667 | 12.8 | 1.4 | –   | –   | 4.8  |
| 1973  | Golden State  | 11 | 37.5 | .466 | .656 | 15.7 | 1.5 | –   | –   | 10.6 |
| 1976  | Philadelphia  | 3  | 17.7 | .677 | .857 | 5.3  | 0.3 | 0.0 | 0.3 | 4.7  |
| Total | Total         | 51 | 27.4 | .397 | .586 | 10.2 | 1.2 | 0.0 | 0.3 | 7.1  |